# Mahlow (Blankenfelde-Mahlow)
Mahlow ist ein Ortsteil der amtsfreien Gemeinde Blankenfelde-Mahlow im Landkreis Teltow-Fläming im Land Brandenburg und war bis zum 25. Oktober 2003 eine selbständige Gemeinde.

## Lage
Die Gemeinde Blankenfelde-Mahlow grenzt im Norden mit dem Ortsteil Mahlow an Berlin-Lichtenrade. Nordöstlich befindet sich die Gemeinde Großziethen. Südlich liegt Blankenfelde, westlich Diedersdorf, ein Ortsteil der Gemeinde Großbeeren. Südöstlich befindet sich der weitere Ortsteil Dahlewitz, südwestlich der fünfte Ortsteil Groß Kienitz.

## Geschichte und Etymologie

### 14. bis 16. Jahrhundert

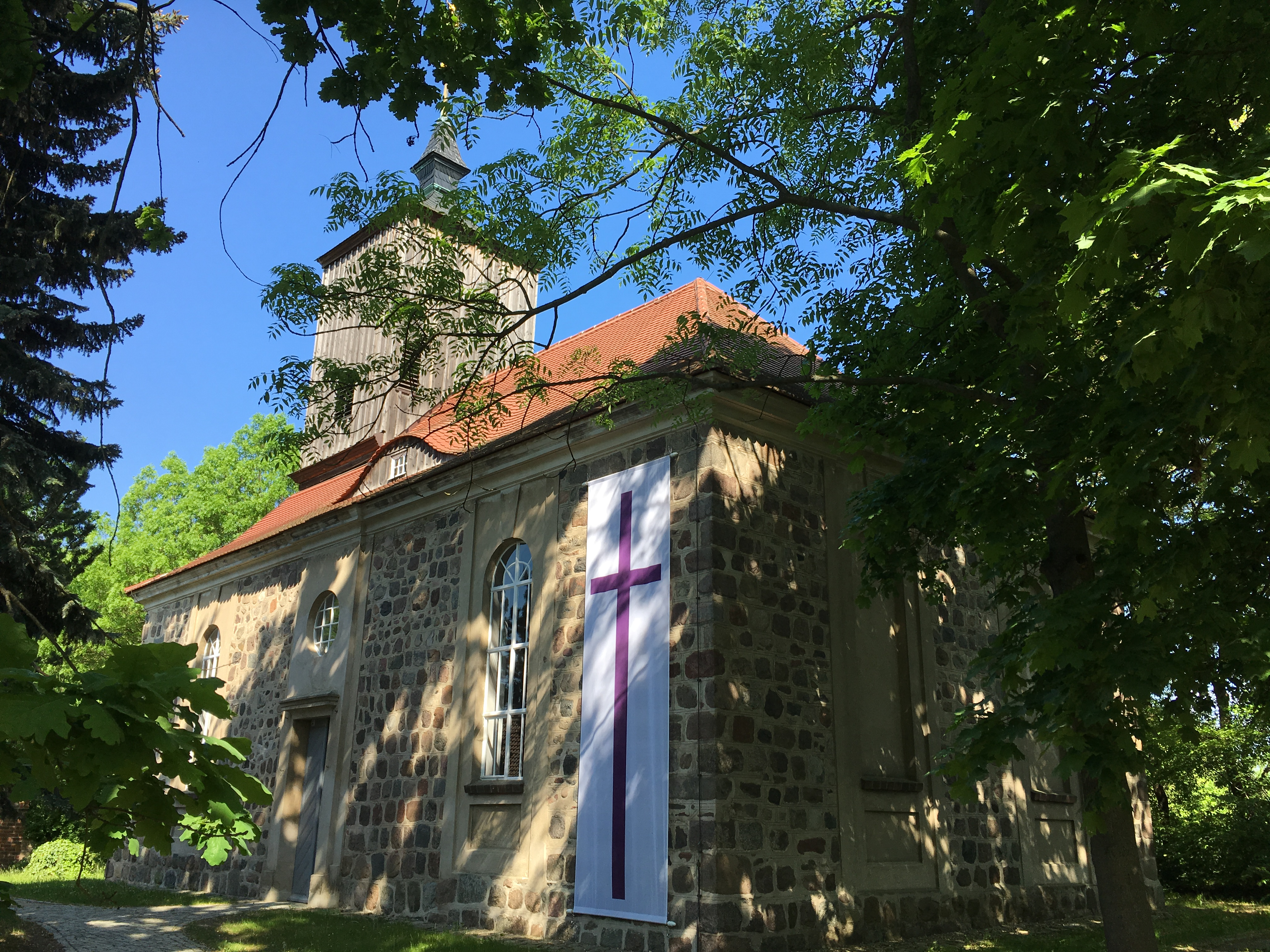
Dorfkirche Mahlow

Die Gemeinde gibt auf ihrer Webseite an, dass sich der Name aus dem Slawischen ableitet und so viel wie „Ort eines Mal“ bedeutet, demnach nach einer Person mit dem Namen „Mal“ benannt sein soll. Lieselott Enders gibt in ihrem Historischen Ortslexikon für Brandenburg, Teil IV: Teltow. an, dass der Ort 1280 als zu Malow, 1287 in villa Malow und damit deutlich früher als Blankenfelde erschien. Er gehörte zu dieser Zeit vor 1280 der Familie von Fahrland, die ihn 1287 an das Benediktinerinnenkloster Spandau weitergaben. Im Landbuch Karls IV. aus dem Jahr 1375 erschien Malow, Malo als Angerdorf mit einer Größe von 53 Hufen. Dem Pfarrer standen drei abgabenfreie Pfarrhufen zur Verfügung, außerdem gab es eine Kirchhufe. Das Dorf war um 1375 im Besitz der Familie Aschersleben, die die Ober- und Untergerichtsbarkeit hielt und in dieser Zeit auch die markgräfliche Bede sowie Abgaben einer Windmühle erhielt. Der Markgraf hatte sich die Einkünfte aus den Wagendiensten beibehalten. Als Lehen hatten vom Markgraf „seit alters“ her auch die nachfolgenden Personen Ansprüche aus dem Ort: der Bürger Nikolaus Sünde aus Berlin, der Bürger Bartolomeus in Mittenwalde, der Bürger Schaum aus Cölln, der Bürger Reiche in Berlin, der Bürger Helmsuwer in Berlin, H. Beschorn, die Frau des Bürgers Arnold Swasen in Berlin als Witwengut von Aschersleben, die Nonnen aus dem Benediktinerinnenkloster Spandau, pfandweise Dominus Planow von der Liepe, der Bürger Beelitz in Cölln von Aschersleben sowie der Bürger Rüter in Berlin.
Vor 1427 übernahm die Familie Hebicher das Dorf mit Ober- und Untergericht, das Kirchenpatronat sowie Dienste und Abgaben. Von 1440 bis nach 1452 war der Hausvogt Friedrichs II., der Küchenmeister Ulrich Zeuschel mit Frau für den Ort verantwortlich. Anschließend kam Mahlow vor 1541 in den Besitz der Familie Flans zu Altglienicke und Großmachnow. Es war zu dieser Zeit nach wie vor 49 Hufen groß; hinzu kamen die drei Pfarrhufen und die eine Kirchhufe. Zu dieser Zeit hatte der Pfarrer nach wie vor drei Hufen und erhielt Abgaben vom Krüger sowie von drei Bauern sowie 49 Scheffel Scheffelkorn von 49 Hufen. Die Kirchhufe wurde außerdem von der Gemeinde bestellt.

### 17. Jahrhundert
Durch einen Konkurs der Familie Flans wurde der Ort geteilt. Eine Hälfte gelangte um 1621 zusammen mit dem Gut Großmachnow an Conrad von Burgsdorff. Er erhielt 21,5 Hufen, vier freigewilligte Hufen mit Diensten, Abgaben und Hebungen von der Windmühle. Hinzu kam die Hälfte des Ober- und Untergerichts sowie des Kirchenpatronats. Die andere Hälfte gelangte 1624 an den Grafen von Lynar. Er erhielt die andere Hälfte des Ober- und Untergerichts, die Zaungerichtsbarkeit auf den eigenen Höfen, den Schulzen mit vier freien und zwei Pachthufen, den Fünfhufner, die beiden Vierhufner, sowie einen halben Dreihufner. Die andere Hälfte des Hofes gehörte zu Großmachnow. Hinzu kamen sechs Bauern- und zwei Kötterdienste sowie Pächte und Abgaben. In dieser Zeit der Teilung bestand das Dorf aus 11 Hufner, drei Köttern, einem Hirten sowie einem Laufschmied. Es war 45 Hufen groß, davon ein Hof mit vier Hufen, der Hans Flans 1621 freigewilligt wurde. Den Dreißigjährigen Krieg überlebten lediglich vier Bauern mit einem Stiefsohn sowie zwei Knechten. Der Anteil aus dem Gut Großmachnow gelangte 1677 an Friedrich I., der es durch das Amt Köpenick verwalten ließ. Den zweiten Teil bekam sein Sohn, Friedrich Wilhelm I. im Jahr 1724 von Senior des Domstifts zu Brandenburg, Eowald (Ewald) Bogislav von Schlabrendorf(f).

### 18. Jahrhundert
Im Jahr 1704 existierte ein Vorwerk Mahlow bestehend aus einer Meiereiwohnung, Scheune und Stallung. Sie entstand aus fünf wüsten Bauerngütern, hatte vier freie Schulzenhufe sowie 16,5 kontribuale Hufen. Die Abgaben beliefen sich auf fünf Wispel zwei Scheffel Roggen, drei Wispel Gerste- und eine Wispel Hafersaat. Ein Bauernhof mit vier Hufen musste eine Wispel Roggen-, 18 Wispel Gersten-, zwei Scheffel Hafer- und zwei Scheffel Erbsensaat abliefern – allerdings kein Heu. Ein Kötter mit zwei Hufen war verpflichtet, zehn Scheffel Roggen-, vier Scheffel Gersten- und eine Scheffel Hafersaat abzuliefern. Das Schulzengut lag zu dieser Zeit (immer noch?) wüst, während der Fünfhufner, drei Vierhufner, ein Dreihufner und zwei Kötterhöfe wiederbesetzt waren; ebenso die Windmühle. 1711 bestand Mahlow aus fünf Giebeln (=Wohnhäuser), dem Laufschmied und dem Hirten. Die Bewohner zahlten für 41 Hufen jeweils acht Groschen Abgaben. 1729 war der gesamte Ort im Besitz des Amtes Köpenick. Er bestand zu dieser Zeit aus sechs Bauern, einen Kötter, einer Windmühle sowie dem Vorwerk, ebenso im Jahr 1745. 1754 berichteten Dokumente, dass das Vorwerk mittlerweile „schlecht“ sei, allerdings gleichzeitig für die Aufsiedlung von vier Bauern und zwei Köttern geeignet sei. 1756 war der Schulze wiederbesetzt, mittlerweile mit 4,5 Hufen. Es gab zwei Fünfhufner, zwei Vierhufner, zwei Kötter mit 3,5 und drei Hufen und einen Müller. Eine eigene Schmiede gab es nach wie vor nicht. Bei Bedarf kam ein Laufschmied aus Marienfelde in den Ort. 1771 war ein weiteres Gebäude hinzugekommen, es gab nun sechs Giebel – offenbar eine Schmiede. Die Abgaben blieben konstant bei acht Groschen. 1792 wurde das Vorwerk vom Amt vererbpachtet und als Erbzinsgut weitergeführt. Die Rechte gingen ab 1794 an die Familie Müller, die ihren Wohnsitz im Ort nahm.

### 19. Jahrhundert
Im Jahr 1801 gab es in Mahlow fünf Ganzbauern, zwei Ganzkötter, sechs Einlieger sowie eine Windmühle. Neben 44 Bauernhufen war der Ort mittlerweile auf 14 Ritterhufe angewachsen; es gab 14 Feuerstellen (=Haushalte). Um 1813 errichtete die Familie Müller ein Gutshaus. Das eingeschossige und neunachsige Gebäude besaß einen mittig angebrachten Eingang, der mit dorischen Säulen und einem Mittelrisalit verziert war. 1840 gab es im Dorf und Gut in Summe 14 Wohnhäuser. Aus dem Jahr 1858 besagt die Statistik, dass es acht Guts- und Hofeigentümer gab, die 37 Knechte und Mägde sowie 18 Tagelöhner beschäftigten. Daneben gab es lediglich einen nebengewerblichen Landwirt, acht Arbeiter und fünf Bediente. In Mahlow bestanden neun Besitzungen. Das Rittergut war mit 1900 Morgen mit Abstand die größte Besitzung. Sieben weitere waren zwischen 30 und 300 Morgen groß und kamen zusammen auf 1222 Morgen, eine weitere war 15 Morgen groß. 1860 gab es im Dorf zwei öffentliche, 13 Wohn- und 32 Wirtschaftsgebäude, darunter die Getreidemühle. Im Rittergut gab es sechs Wohn- und 18 Wirtschaftsgebäude. 1875 eröffnete in Mahlow der Bahnhof mit einem Anschluss an die Bahnstrecke Berlin–Dresden sowie an die Königlich Preußische Militär-Eisenbahn. Durch diesen Anschluss war Mahlow, so das Dehio-Handbuch im 20. Jahrhundert „begünstigt“ und entwickelte sich zu einer „ausgedehnten Berliner Stadtrandsiedlung“. Im Jahr 1878 gelangte das Gut in den Besitz der Familie Richter, die das Gutshaus um ein Stockwerk erweitern ließ.

### 20. Jahrhundert

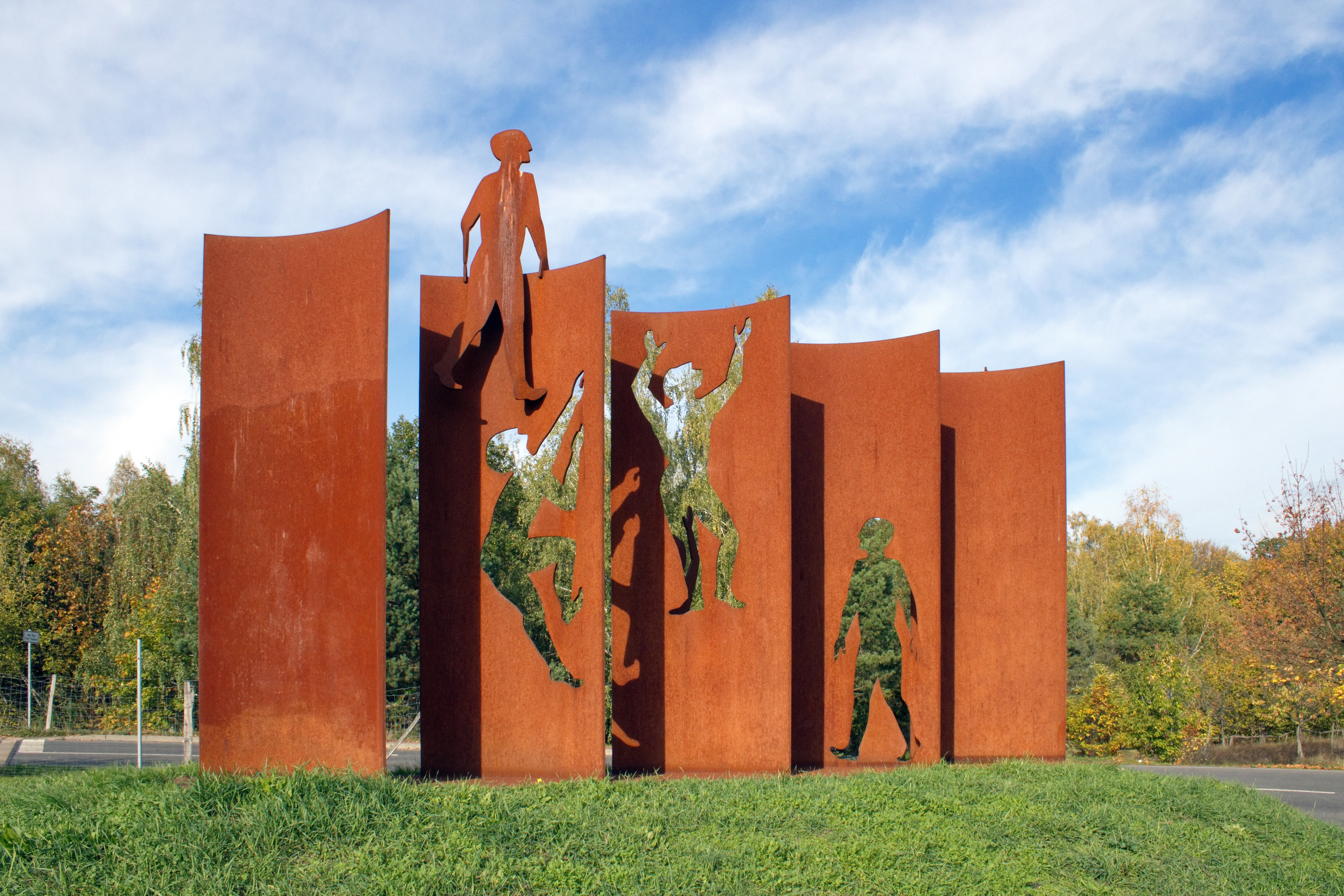
Mauerdenkmal an der B96

Im Jahr 1900 gab es im Dorf 48 Häuser; der Bestand wuchs in den folgenden Jahrzehnten stark an und so gab es 1931 bereits 170 Wohnhäuser. Die Gutsanlage war mittlerweile durch verschiedene Bauten erweitert worden. Eine zwischenzeitlich aufgegebene Tongrube füllte sich mit Wasser und wurde 1923 als Seebad verpachtet. 1932 gab es neben der Gemeinde die Wohnplätze Devaheim-Siedlung, Kolonie Nordost, Ulrichsheide sowie Waldblick mit Heimgarten. Im Jahr 1939 gab es einen land- und forstwirtschaftlichen Betrieb mit mehr als 100 Hektar, sieben zwischen 20 und 100 Hektar, vier zwischen zehn und 20 Hektar, zwei von fünf bis zehn Hektar sowie 17 von 0,5 bis fünf Hektar. 1941 bestand Mahlow neben dem Dorfkern aus dem Wohnplätzen Kolonie Am Bahnhof Mahlow, An der Ziethener Straße und Teltower Straße. Im April 1945 wurde der Ort kampflos an die Rote Armee übergeben.
Nach dem Zweiten Weltkrieg wurden 157 Hektar Fläche enteignet und neu aufgeteilt. 88 Bauern erhielten zusammen 12 Hektar, elf weitere Bauern 25 Hektar, ein Bauer 13 Hektar sowie neun Hektar, die auf Altbauern verteilt wurden. Das Gutshaus sollte auf Grundlage des SMAD-Befehls Nr. 209 abgerissen werden. Die Gemeinde konnte die neuen Machthaber jedoch davon überzeugen, dass das Gebäude als Berufsschule genutzt werden sollte. In dieser Funktion wurde es bis ins Jahr 1960 genutzt. 1945 wurde Mahlow Kreisstadt des Kreises Teltow bis zu dessen Auflösung 1952. Im Jahr 1950 gab es in Mahlow die Wohnplätze Ziegelei, Dreieck, Birkholzer Winkel, Waldblick, Heimgarten, Komponistenviertel, Roter Dudel, Kolonie Am Bahnhof und Glasow (1950 eingemeindet), Kolonie, Pfarracker, Vogelsiedlung, Kienitzberg, Waldsiedlung und Fuchsberg. Die starke Zersplitterung führte auch in Mahlow dazu, dass sich 1958 eine LPG Typ III mit 23 Mitgliedern gründete, die zunächst 185 Hektar landwirtschaftliche Nutzfläche bewirtschafteten. Sie schloss sich 1960 mit der LPG in Blankenfelde zusammen. Weiter gründete sich eine LPG Typ I, eine weitere vom Typ I in Glasow. 1961 entstand eine LPG Typ III, als sich die Brigade Mahlow von der LPG Blankenfelde abtrennte. Die neue LPG hatte 56 Mitglieder und 416 Hektar Fläche. Hinzu kam die LPG Typ I mit sieben Mitgliedern und 83 Hektar Fläche sowie eine weitere LPG Typ I mit 21 Mitgliedern und 263 Hektar Fläche in Glasow. 1969 schloss sich die LPG Typ III mit der LPG in Birkenhain in Osdorf zusammen, 1972 diese wiederum mit der LPG in Kleinbeeren zur LPG Mahlow-Kleinbeeren. Ein Jahr später gab es im Ort den VEB Holzbauelemente Zossen.

## Bevölkerungsentwicklung
| Jahr      | 1734 | 1772 | 1801 | 1817 | 1840 | 1858              | 1895 | 1925 | 1939 | 1946 | 1964 | 1971 |
| Einwohner | 64   | 74   | 98   | 88   | 120  | Dorf: 96, Gut: 77 | 397  | 1398 | 2563 | 2654 | 5298 | 5416 |

## Sehenswürdigkeiten und Kultur

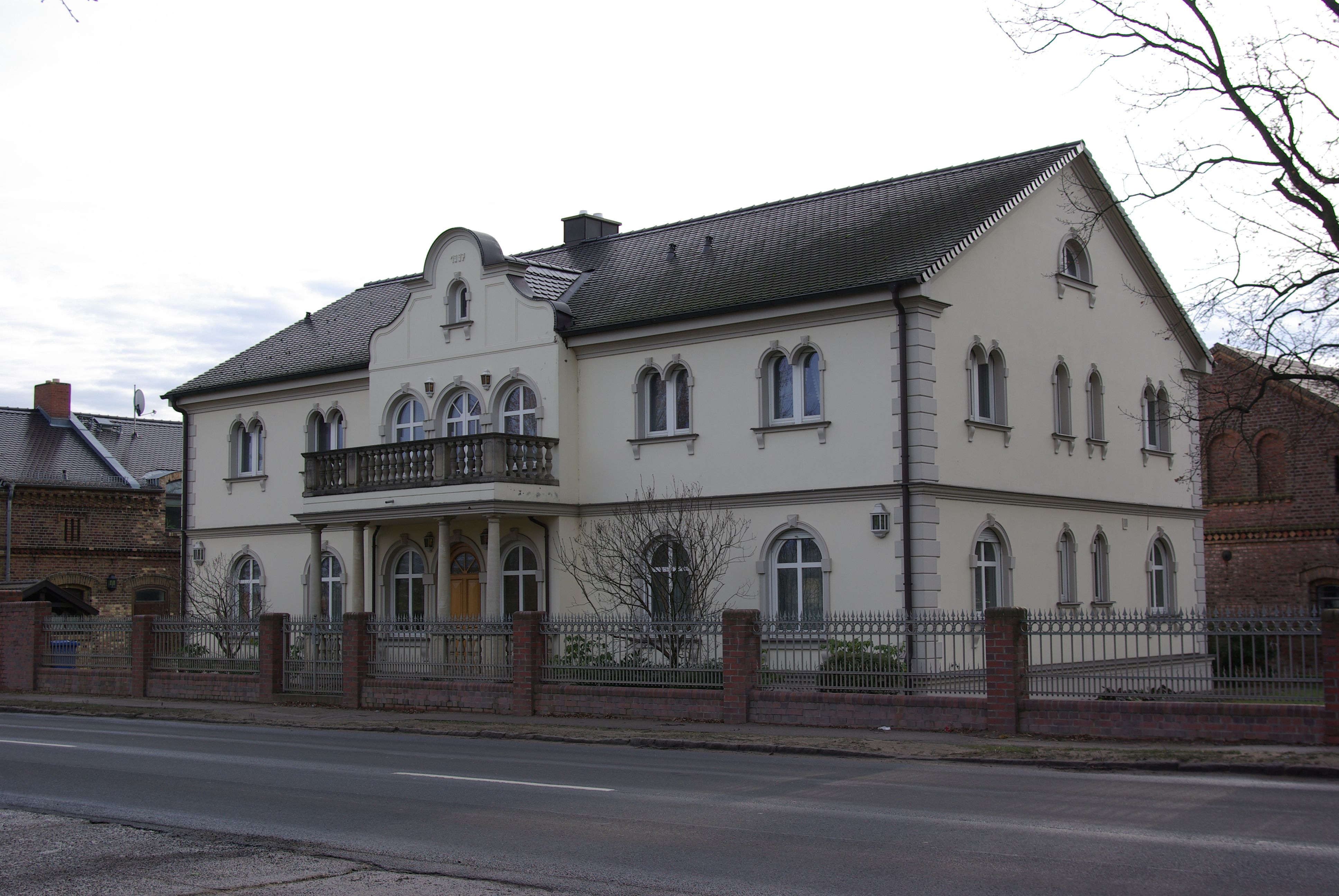
Hof Zinnow

- Die Dorfkirche Mahlow entstand in der zweiten Hälfte des 13. Jahrhunderts und wurde von 1755 bis 1758 erneuert. Die Kirchenausstattung stammt aus dieser Zeit.
- Der Hof Zinnow in der Mahlower Dorfstraße 21 steht unter Denkmalschutz.
- Landschaftsschutzgebiet Diedersdorfer Heide und Großbeerener Graben

## Verkehr

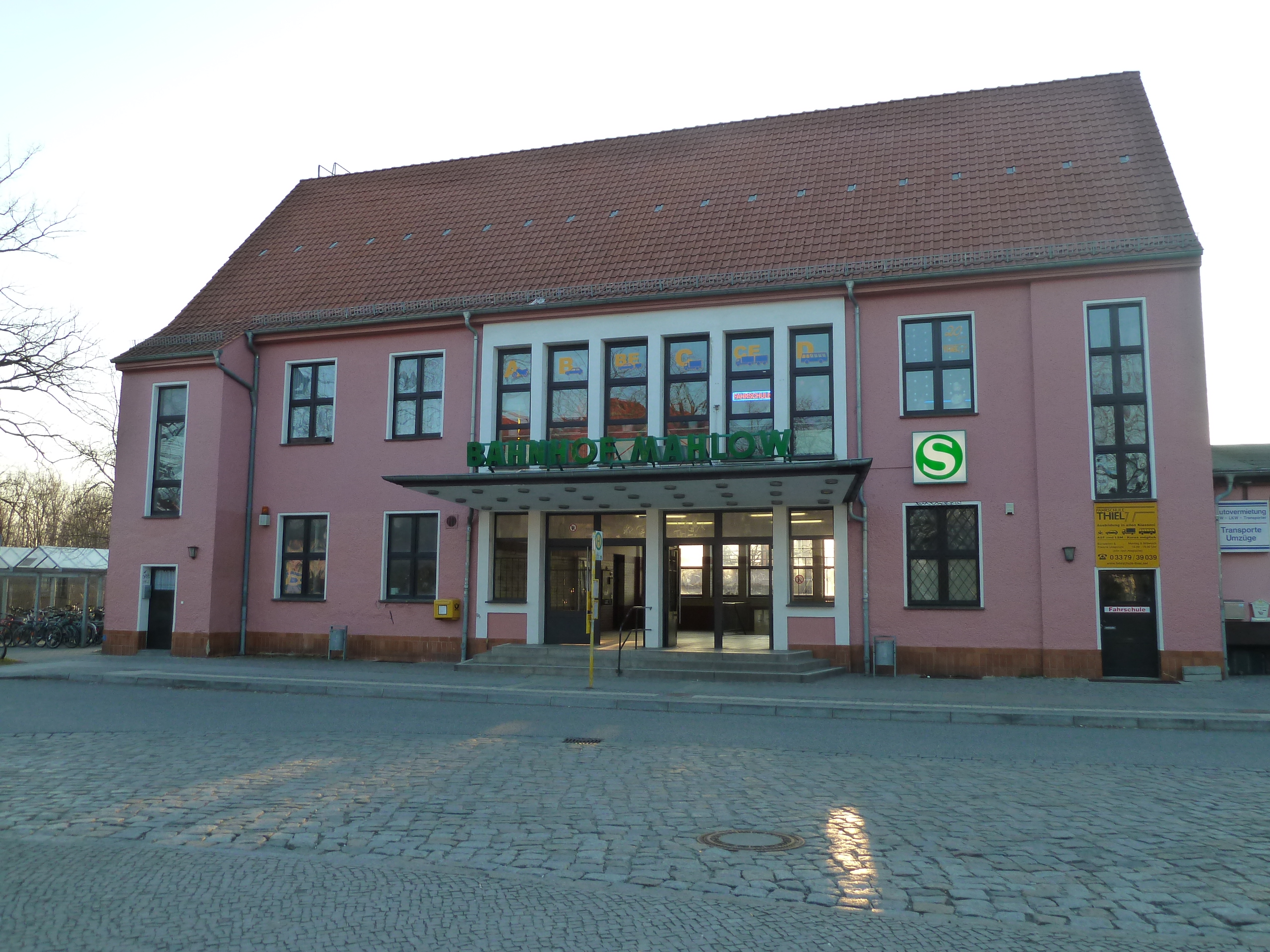
Bahnhof Mahlow

Durch den östlichen Teil des Dorfes führt die Bundesstraße 96. Über sie besteht eine Verbindung zur südlich verlaufenden Bundesautobahn 10. Unweit der Gemeindegrenze zu Großziethen befindet sich der Start- bzw. Endpunkt der Bundesstraße 96a, welche eine schnelle Anbindung des Flughafens Berlin-Schönefeld ermöglicht. Auch erreicht man über die B96a die Bundesautobahnen 113 & 117. Die Verlängerung der B96a im Gebiet von Mahlow ist als Landstraße 76 markiert.
Der Bahnhof Mahlow wird von der S-Bahn-Linie 2 (Bernau-Blankenfelde) bedient. Der Ort verfügt über mehrere Buslinien, welche eine Weiterfahrt nach Blankenfelde sowie nach Teltow ermöglichen.

## Söhne und Töchter des Ortes, weitere Persönlichkeiten
- Hans-Joachim Hacker (* 1949), Politiker (SPD), in Mahlow geboren
- Jan-Michael Feustel (1951–2009), Kunsthistoriker und Autor, in Mahlow geboren
- Marlies Gutewort (* 1953), Leichtathletin, in Mahlow geboren
- Renate Krößner (1945–2020), Schauspielerin, lebte zuletzt und starb in Mahlow
- Noël Martin (1959–2020), Opfer rechter Gewalt in Mahlow